# Mennonici

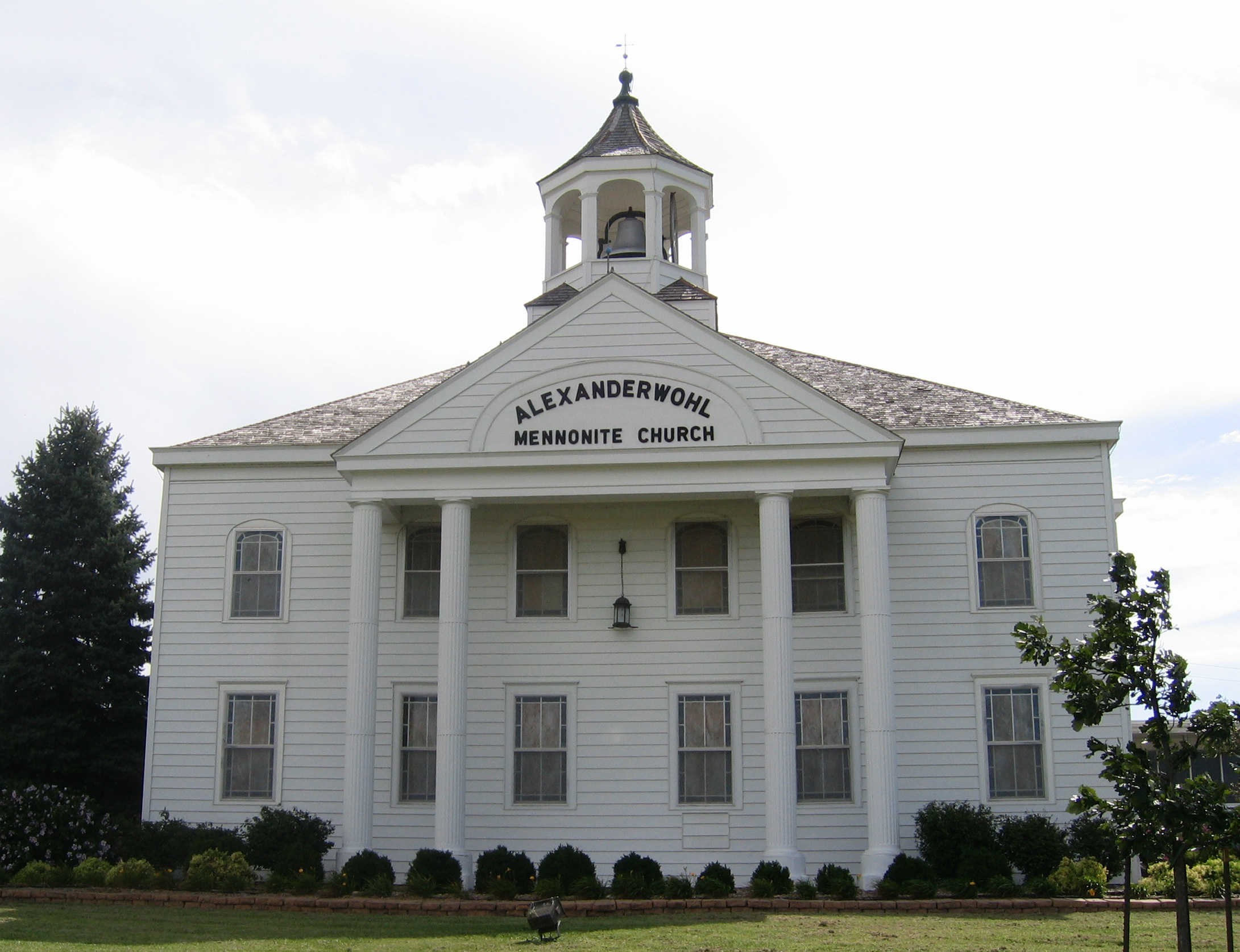
Kościół mennonicki w Goessel (Kansas, USA)

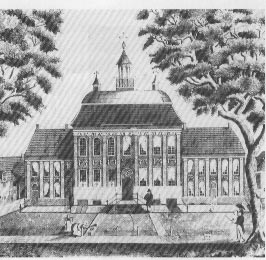
Kościół mennonicki w Norden (Niemcy)

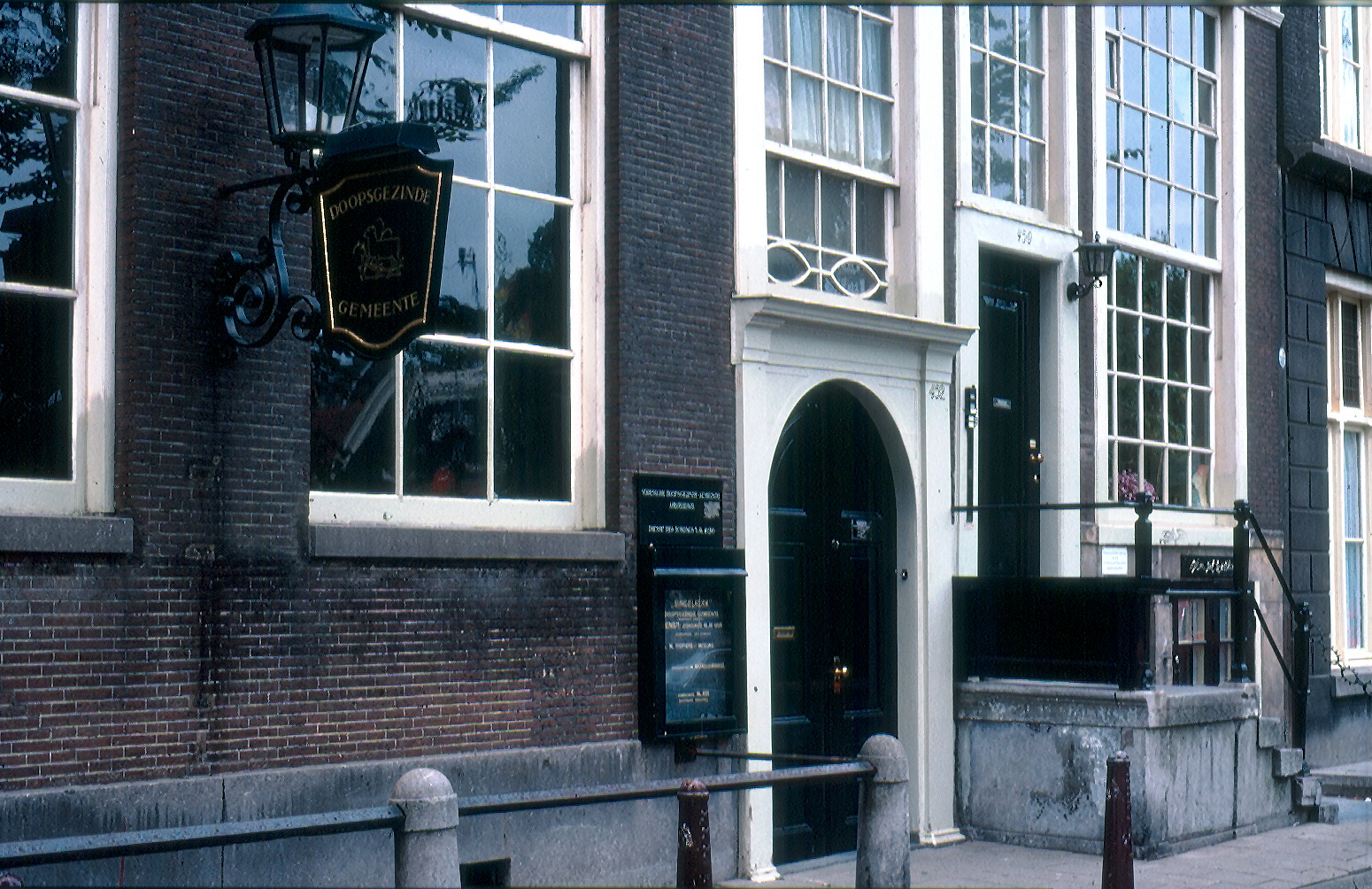
Kościół mennonicki w Amsterdamie (Holandia)

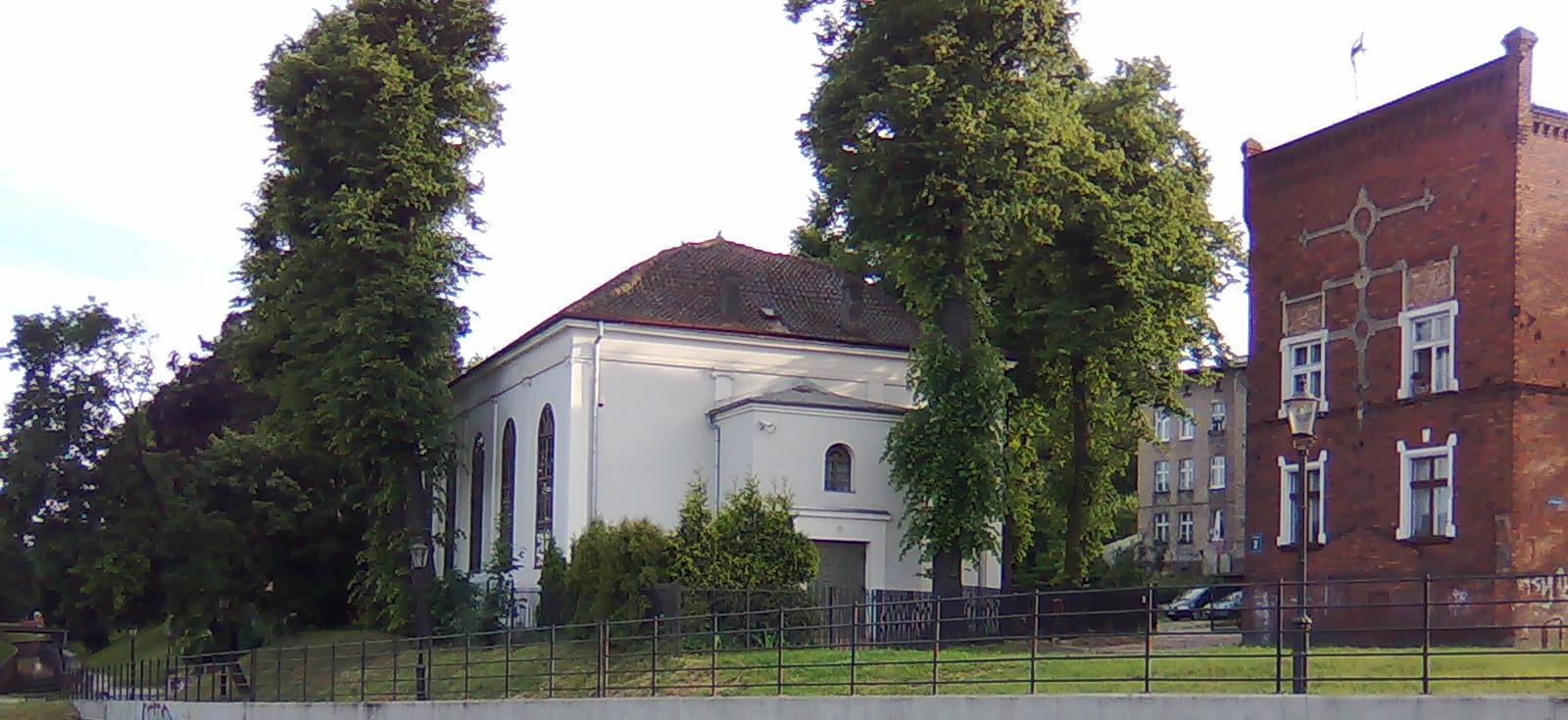
Kościół pomennonicki w Gdańsku

Menonici, rzadziej mennonici – wyznanie chrześcijańskie zaliczane do protestantyzmu, powstałe w roku 1539 w Holandii. Jest jednym z nurtów anabaptyzmu, nazwę wywodzi od swego założyciela – Menno Simonsa.

## Charakterystyka
Podstawą wiary mennonitów jest Biblia, uznawana za nieomylne, objawione Słowo Boże. Mennonici wierzą w to, że człowiek został oddzielony od Boga przez grzech, a jego zbawienie możliwe jest tylko dzięki niezasłużonej łasce Boga. Łaska ta dostępna jest dzięki śmierci Jezusa Chrystusa na krzyżu i może być przyjęta tylko wiarą. Zbawienia nie można osiągnąć poprzez dobre uczynki lub obrzędy religijne.
Główne zasady wiary mennonitów zostały wyłożone w piśmie Fondamentboek autorstwa Menno Simonsa. Obejmują one:

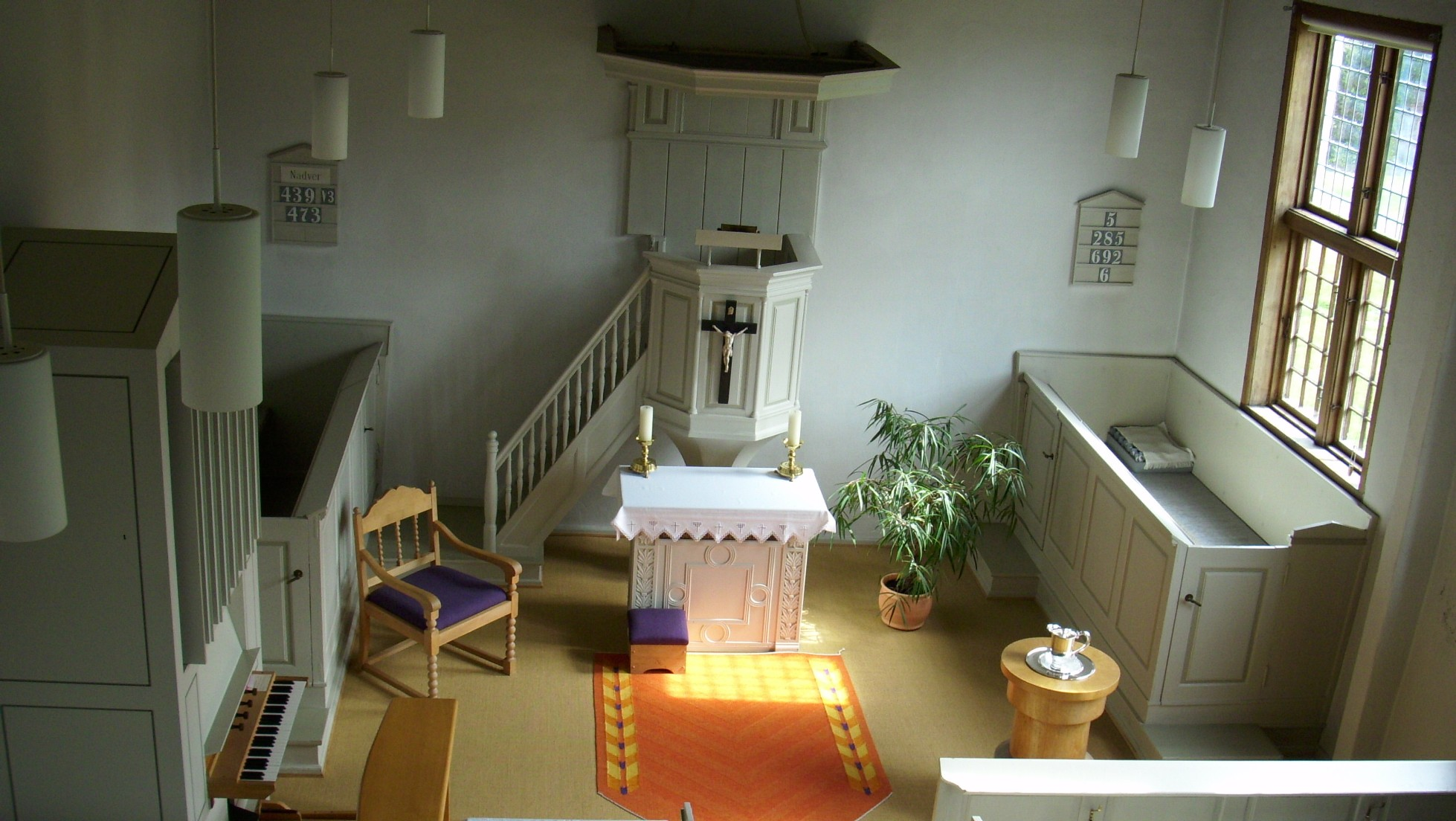
Wnętrze kościoła mennonickiego we Friedrichstadt (po prawej stronie widoczna chrzcielnica z naczyniem do polewania głowy katechumena)

- chrzest młodzieży od 14. roku życia (jako świadomie wierzących w Jezusa Chrystusa) najczęściej przez polanie wodą głowy
- możliwość wykluczenia grzeszników z gminy mennonickiej
- kolegialność wyrażająca się w możliwości wyboru pastorów przez wiernych
- całkowity zakaz noszenia i używania broni
- zakaz przysięgania na cokolwiek
- zakaz sprawowania wysokich urzędów

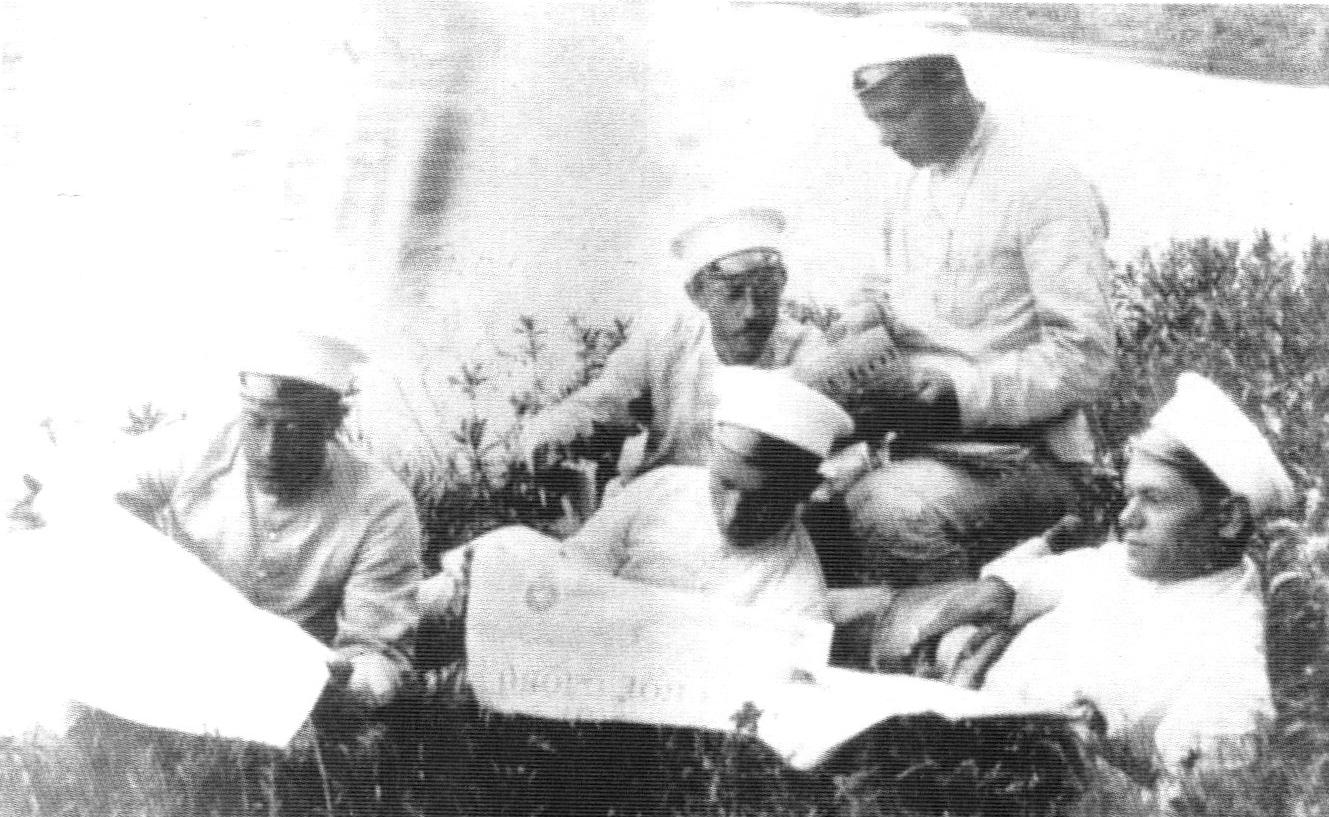
Część mennonitów zgadzała się na zastępczą służbę wojskową. Na zdjęciu mennonici w armii Cesarstwa Rosyjskiego (1907)

W Ameryce Północnej mennonici żyją np. w okolicach Kitchener i St. Jacobs w Ontario w Kanadzie.

## Osadnictwo mennonickie na ziemiach polskich
W wyniku prześladowań część wspólnoty mennonickiej opuściła Holandię w 1555 i szukała przyjaznego miejsca do osiedlenia się w całej Europie.
W Polsce mennonici osiedlali się, między innymi, na Żuławach w Dolinie Dolnej Wisły oraz w Kazuniu koło Warszawy, na terenach dotychczas niezamieszkanych, dając początek tzw. kolonizacji olęderskiej. Byli pracowici, wykazywali się kunsztem w osuszaniu bagien. Ich gminy dzieliły się zasadniczo na flamandzkie i fryzyjskie. Stworzyli kulturę o surowych obyczajach i zasadach, praca stanowiła dla nich istotną wartość.
W 1542 do mennonitów osiedlonych na dzisiejszym terytorium Polski przybył Menno Simons w celu rozstrzygnięcia sporu religijnego.
Po I rozbiorze Polski w 1772 musieli uchodzić przed militaryzmem pruskim (mennonici nie uznają służby wojskowej). Część z nich udała się do Ameryki Północnej lub Rosji, dając początek ruskim mennonitom, pozostali szybko ulegli germanizacji (czemu sprzyjało podobieństwo języków niderlandzkiego i niemieckiego).
Pod koniec XVIII stulecia w ramach kolonizacji józefińskiej osadnictwo mennonickie rozpoczęło się na terenie Galicji (głównie w okolicach Lwowa). Większość wiernych skupiła się później w chrześcijańsko-mennonickiej Gminie Kiernica-Lwów.
W II Rzeczypospolitej istniało 6 gmin mennonickich (informacja z podaniem nazw miejscowości i powiatów sprzed 1939):
- Kiernica-Lwów z siedzibą we Lwowie
- Sosnówka, pow. Chełmno
- Nieszawka, pow. Toruń
- Mątawy-Grupa, pow. Świecie
- Kazuń Niemiecki, pow. Warszawa (z filią Wola Wodzyńska, pow. Ciechanów)
- Wymyśle Niemieckie, pow. Gostynin[4]

Gminy mennonickie w Polsce w okresie międzywojennym nie tworzyły jednej organizacji. Okazją do wspólnego spotkania ich przedstawicieli była światowa konferencja mennonitów mająca miejsce w Gdańsku w dniach od 31 sierpnia do 3 września 1930.
W 1945 mennonici musieli opuścić tereny Żuław z powodu zbliżającej się Armii Czerwonej. Reszta tutejszej ludności została wysiedlona do Niemiec po włączeniu Żuław do Polski. Zalanie polderów oraz pozbawienie urządzeń hydrotechnicznych konserwacji i stałego nadzoru, spowodowało wyłączenie na wiele lat części Żuław z eksploatacji rolniczej.
Mennonici pozostawili po sobie w Polsce zadbane wioski, schludne chałupy, a także liczne cmentarze o fantazyjnych nagrobkach (można je zobaczyć m.in. w Stogach i Karwieńskich Błotach).
Na terenie Polski zachowały się dawne świątynie mennonickie, choć wszystkie z nich przestały służyć wiernym tego wyznania. Są to np.:
- dawny dom modlitwy w Elblągu
- kościół z Kaczynosu (obecnie w Elblągu)
- kościół przy ul. Warszawskiej w Elblągu
- kościół w Gdańsku
- kościół w Głęboczku
- kościół w Jeziorze
- dom modlitwy w Kazuniu Nowym
- kościół w Małej Nieszawce
- kościół w Mątawach
- dom modlitwy w Nowym Wymyślu
- kościół w Rozgarcie

## Współczesna działalność mennonitów w Polsce
Działalność mennonitów w Polsce koncentruje się wokół Fundacji „Dziedzictwo”, mającej siedzibę w Mińsku Mazowieckim. Prowadzi ona kursy języka angielskiego i organizuje spotkania poświęcone sprawom wychowania chrześcijańskiego oraz etyki. W Mińsku Mazowieckim działa również wspólnota mennonitów. W latach 2004, 2006, 2008, 2010 oraz 2012, dzięki jej staraniom, trasę koncertową po Polsce odbył amerykański chór mennonitów „Hope Singers”.
Wydają oni bezpłatny miesięcznik Ziarno Prawdy, poświęcony nauczaniu biblijnemu.

## Według państw
W 2018 roku było na świecie ponad 2,1 mln ochrzczonych mennonitów:
- Stany Zjednoczone – 500,5 tys.
- Etiopia – 310,9 tys.
- Indie – 257 tys.
- Demokratyczna Republika Konga – 225,6 tys.
- Kanada – 149,4 tys.
- Indonezja – 102,8 tys.

W Europie największą społeczność mennonitów mają Niemcy – 47,5 tys.